# 鼠式超重型坦克
VIII号坦克鼠式，又称鼠式坦克（德語：Panzer Maus），是纳粹德国在第二次世界大战设计的超重型坦克，于1944年7月完工。它是目前有史以来最重的全封闭式装甲战斗车辆。

## 研发历史与概要
德国开发超重型坦克的历史可追溯到战前的NbFz重型坦克，1941年11月29日，因苏军重型坦克投入实战的威脅，阿道夫·希特勒在元首官邸向保時捷博士詢問了超级重型坦克开发的可能。1942年克魯勃公司提出「虎鼠式」（Tiger-Maus, VK7001）重型坦克以及七號獅式戰車（PzKpfw VII Löwe, VK7201）。不过相关计划在同年3月初取消，然而研发的经验与技术卻为后來的重型坦克做好准备。
1942年3月中旬后，保时捷车廠收到一份合约，要求制造新款100吨重的205型VK100.01保时捷坦克（Panzer - VK100.01 / Porsche Type 205）。4月的時候希特勒无视坦克设计的常识，亲自要求新坦克必须超過100噸，达到120噸。 5月時斐迪南·保時捷教授（Professor Ferdinand Porsche）與克魯伯公司的穆勒博士（Dr. Muller）合作展開整個計畫；希特勒還要求坦克应坚不可摧，並且无坚不摧，搭配高性能的坦克炮。保時捷教授向希特勒保证到了1943年3月12日能完成205型的原型车，至少是全尺寸模型。研发的结果造就八号坦克鼠式（Panzerkampfwagen VIII Maus）成為納粹德国在第二次世界大战中所設計的最重型坦克，也是全世界到目前为止最重型坦克记录保持者。鼠式坦克不僅僅是完成設計，并且到达產制完成的階段，一共有兩辆原型车问世。
经过设计后的八号坦克原型车的车身為10.085米长，3.67米宽和3.66米高，重达188噸（最初设想重达100噸），可以容纳5至6个乘员。它的主要武器为1门128毫米KwK 44 L/55大砲、75毫米KwK 44 L/36.5同軸副砲，並且以60-260毫米的裝甲護身。保時捷答应在1943年5月時会先生产出原型车辆，并且在交付原型车后每月生产五辆。德国原本预计生产约200至350辆八号坦克，但直至二战结束時一共只生產了9辆，其中只有2辆竣工。
1942年4月時原型车最初被稱為「猛獁象」（Mammut），不過1942年底又更名為「Mäuschen」（小老鼠），1943年2月時确定命名為「Maus」（老鼠）。八号坦克的底盤、火砲和砲塔由克魯伯公司负责制造，而组装则由埃克特公司负责，1943年12月完成了V1的车体裝备具真实砲塔重量的假砲塔测试，第一個炮塔到次年6月才完成。 

## 武裝
鼠式坦克裝备的128毫米 KwK 44 L/55主炮可以在三公里外击穿盟军M4雪曼、克伦威尔坦克、丘吉尔坦克、T-34/85和IS-2、兩公里外击穿M26潘兴、一公里外击穿IS-3的前、侧、后部所有装甲，克虜伯公司方面的专家指出这是坦克能用的最大火炮，再加大势必须要重新设计炮塔甚至整个车体，但是德國元首希特勒仍然认为即使128mm主炮对鼠式来说也像一门“玩具炮”。此外还有一门与主炮同轴的75毫米 KwK 44 L/36.5副炮。近距离防御武器是1挺MG34通用機槍，另外在炮塔两侧和后部还各有一个乘员射击孔，另曾有改裝计划在炮塔顶部安裝一至两门用于对空防御的MG151/20mm机炮。

## 传动系统
V1号“鼠”式坦克的履带由汽油-电动原理驱动，保时捷教授在早期项目中（VK3001、VK4501、VK4502）已经使用过这种他首创的驱动方式。一台1080马力的戴姆勒-奔驰汽油发动机通过一个间接变速箱向发电机提供能量，发动机产生的电力再用于驱动两个电动机，电动机带动行动齿轮使车辆动起来。尽管推重比低的吓人，但是V1却达到25公里的时速。而V2号“鼠”式是采用了柴油以及电动的驱动方式。1台1200马力的迈巴赫MB 517型柴油发动机通过一个间接变速箱向发电机提供能量，但由于自重太高所以最高速度只有13公里的时速，只有V1的二分之一。
鼠式的履带概与虎II坦克相同，採用全金属履带，不過兩者最大的差別在於鼠式坦克的履帶寬達110公厘。驱动轮为於车体後方，由电动马达带动。

## 裝甲
能够重达188噸，表示鼠式坦克的裝甲相当厚实，车体前方35°倾斜裝甲就厚大220公厘（加上傾斜角度後相当于380公厘厚），至於其他部位参见以下数据：
鼠式坦克各部位裝甲厚度（公厘/裝甲角度）：
- 炮塔頂部：120/0°
- 砲盾：280/圆弧型
- 砲塔正面：240/圆弧型（与炮盾叠加后为520mm）
- 砲塔两側：210/60°
- 砲塔後方：210/75°
- 车体正上斜板：220/35°
- 车体正下斜板：220/55°
- 车体正下方：120/0°
- 车体两侧：185/90°（除本身的185mm外，还附带105mm裙甲）
- 车体后部：160/55°

## 结局
1944年1月中旬到10月初左右，八号坦克都是在靠近柏林南方25公里的库默斯多夫装甲车辆测试场以及在柏布林根（Böblingen）的保时捷测试场进行测验，本来测验不用拖这么久，盟军空中轰炸减慢了所有生产，包括八号坦克需要的零件。1号车在12月23日进行了运行试验。
之后看见八号坦克变成废车后的苏联装甲摩托化部队指挥官在评估之后，不死心地决定把1号原型车的车体与2号原型车的炮塔凑在一起带回苏联。不过此事不容易，尤其用了6辆18吨的半履带车才把55吨重的炮塔从烧成废铁的车体上拉走。之后炮塔与车体就在德国境内进行重组，再于1946年5月4日与1号原型车的车体一起被送回苏联测试。当苏联陆军在1951年到1952年之间完成所有的测试之后就送到“库宾卡坦克博物馆”（Kubinka Tank Museum）作永久陈列展示。

## 附記
- 八号坦克还有个专属的14对路轮的铁路运输车，称为「Verladewagon」，由位于维也纳的葛拉茲-希莫灵-波克工厂制造。

## 相关文化
- 於《少女与战车》电视动画第十二集出现，为黑森峰女子学校的超重型坦克。
- 《战争雷霆》中做為五階重坦登場，分房為7.7。（已经变为活動限定车辆【每年11月12月遊戲周年慶限時返場】，但有类似似的金币坦克E-100）

## 延伸阅读
- Sergeev, A.; I. Geltov, M & I Pavlov. . Model Art Special #482. Coordinated by Hirohisa Takada, models/dioramas by Takuji Yamada and Hideki Shimawaki. Japan: Model Art. 1997.
- Arndt, Robert Dale, Jr. . IRP Publication. 2006.
- Jentz, Thomas. . Darlington Publications. 2008.
- Forty, George. . Blandford Press. 1987.
- Ludvigsen, Karl. . . Pen & Sword Military. 2014: 214–230. ISBN 978-1-52672-679-7.